# Atletismo nos Jogos Pan-Americanos de 2023 - 400 m com barreiras masculino
A competição de 400 metros com barreiras masculino do atletismo nos Jogos Pan-Americanos de 2023 foi disputada em 1º e 3 de novembro no Parque Deportivo Estadio Nacional, em Santiago, no Chile. No total, competiram 15 atletas de 11 Comitês Olímpicos Nacionais (CON).

## Calendário
Horário local (UTC-4).
| Data           | Horário | Fase      |
| -------------- | ------- | --------- |
| 1º de novembro | 18:25   | Semifinal |
| 3 de novembro  | 17:45   | Final     |

## Medalhistas
| Ouro   | JAM Jaheel Hyde  |
| Prata  | BRA Matheus Lima |
| Bronze | CUB Yoao Illas   |

## Recordes
Antes desta competição, os recordes mundiais e dos Jogos Pan-Americanos da prova eram os seguintes:
| Tipo                             | Atleta          | Tempo | Local       | Data                  |
| -------------------------------- | --------------- | ----- | ----------- | --------------------- |
|                                  | Karsten Warholm | 45.94 | Tokyo       | 3 de agosto de 2021   |
| Recorde dos Jogos Pan-Americanos | Omar Cisneros   | 47.99 | Guadalajara | 27 de outubro de 2011 |

## Resultados

### Semifinal
Qualificação: Os três primeiros em cada bateria (Q) e os próximos dois mais rápidos (q) se classificaram para a final.
Estes foram os resultados:
| Pos. | Bateria | Atleta               | Nacionalidade                | Tempo | Notas       |
| ---- | ------- | -------------------- | ---------------------------- | ----- | ----------- |
| 1    | 1       | Jaheel Hyde          | JAM Jamaica                  | 49.72 | Q           |
| 2    | 2       | Matheus Lima         | BRA Brasil                   | 49.94 | Q           |
| 3    | 2       | Yoao Illas           | CUB Cuba                     | 50.05 | Q           |
| 4    | 1       | Guillermo Campos     | MEX México                   | 50.82 | Q           |
| 5    | 1       | Márcio Soares        | BRA Brasil                   | 51.20 | Q           |
| 6    | 2       | Yeral Nuñez          | DOM República Dominicana     | 51.27 | Q           |
| 7    | 2       | Bruno de Genaro      | ARG Argentina                | 51.40 | q           |
| 8    | 2       | James Smith II       | USA Estados Unidos           | 51.42 | q           |
| 9    | 2       | Malique Smith        | ISV Ilhas Virgens Americanas | 51.47 |             |
| 10   | 1       | Pablo Ibañez         | ESA El Salvador              | 51.52 |             |
| 11   | 1       | Cristóbal Muñoz      | CHI Chile                    | 51.57 |             |
| 12   | 2       | Alfredo Sepúlveda    | CHI Chile                    | 52.34 |             |
| 13   | 1       | Juander Santos       | DOM República Dominicana     | 52.64 |             |
| –    | 1       | Christopher Robinson | USA Estados Unidos           | DNS   |             |
| –    | 2       | Gerald Drummond      | CRC Costa Rica               | DQ    | TR22.6.1[A] |

A Desqualificação – perna de trás abaixo do plano horizontal do topo da barreira.

### Final
Estes foram os resultados:
| Pos. | Raia | Atleta           | Nacionalidade            | Tempo   | Nota            |
| ---- | ---- | ---------------- | ------------------------ | ------- | --------------- |
| 01 ! | 4    | Jaheel Hyde      | JAM Jamaica              | 49.19   |                 |
| 02 ! | 6    | Matheus Lima     | BRA Brasil               | 49.69   |                 |
| 03 ! | 7    | Yoao Illas       | CUB Cuba                 | 49.74   | Recorde pessoal |
| 4    | 8    | Yeral Nuñez      | DOM República Dominicana | 49.89   |                 |
| 5    | 2    | James Smith II   | USA Estados Unidos       | 50.02   |                 |
| 6    | 5    | Guillermo Campos | MEX México               | 50.10   |                 |
| 7    | 3    | Márcio Soares    | BRA Brasil               | 50.80   |                 |
| 8    | 1    | Bruno de Genaro  | ARG Argentina            | 1:15.82 |                 |

Legenda
| Recorde mundial                  | Recorde mundial (World record)               |                       | Recorde africano                      | Recorde africano (African) |                                           | Q | Classificado por posição (Qualified) |
| Recorde dos Jogos Pan-Americanos | Recorde pan-americano (Pan-American record)  | Recorde da América    | Recorde da América (Americas)         | q                          | Classificado por melhor tempo (Qualified) |   |                                      |
| Melhor marca do ano              | Melhor marca do ano (World leading)          | Recorde asiático      | Recorde asiático (Asian)              | DNS                        | Não largou (Did not start)                |   |                                      |
| Recorde nacional                 | Recorde nacional (National record)           | Recorde europeu       | Recorde europeu (European)            | DNF                        | Não terminou (Did not finish)             |   |                                      |
| Recorde pessoal                  | Recorde pessoal do atleta (Personal best)    | Recorde da Oceania    | Recorde da Oceania (Oceania)          | DSQ / DQ                   | Desclassificado (Disqualified)            |   |                                      |
| Recorde da temporada             | Recorde da temporada do atleta (Season best) | Recorde sul-americano | Recorde sul-americano (South America) | NM                         | Sem marca (No mark)                       |   |                                      |